# アミヌ・ウマル
アミヌ・ウマル（Aminu Umar 、1995年3月6日 - ）は、ナイジェリア・アブジャ出身のプロサッカー選手。元ナイジェリア代表。チャイクル・リゼスポル所属。ポジションは、フォワード。

## 経歴

### クラブ
2013年夏、18歳でトルコのサムスンスポルに加入。

### 代表
ユース年代からナイジェリア代表に選出されており、2013 FIFA U-20ワールドカップ、リオデジャネイロオリンピック等に参加した。

## タイトル
ナイジェリア代表
- リオデジャネイロオリンピック: 銅メダル